# Orakel van Zeus-Amon
Het Orakel van Zeus-Amon is het oudste orakel en na dat van Apollo in Delphi ook wel het beroemdste orakel van de Oudheid.
Eeuwenlang bezochten de Grieken het orakel om er hun vragen en problemen aan voor te leggen. De priesters antwoorden de bezoekers in het Grieks.

## Oorsprong
Er gaan uiteenlopende verhalen de ronde omtrent het ontstaan van deze godspraak. Er was een priester van Zeus in het Egyptische Thebe die beweerde dat men twee heilige vrouwen geroofd had. De ene vrouw zou verkocht zijn aan Libië waarop ze het bewuste Orakel van Zeus-Amon zou gesticht hebben. De tweede vrouw, verkocht aan de Grieken, zou naar verluidt het Orakel in Dodona gesticht hebben.
Een ander verhaal zegt dat twee zwarte wilde duiven uit Egyptisch Thebe waren weggevlogen. De een bleef in Libië, de andere zette zich in Dodona op een eik. Met een menselijke stem bevolen ze een orakel te stichten.

## Tempel van het orakel
Tussen 570 en 525 v.Chr., tijdens de 26e dynastie, bouwde men de tempel van het orakel. De tempel werd gebouwd op een rots die ooit het hart vormde van de nederzetting Aghurmi. Men vermoedt dat op diezelfde plaats ooit een ouder heiligdom heeft gestaan dat gewijd was aan Amun of andere lokale godheden. De tempel van het orakel is goed bewaard gebleven. Het heilige en twee andere zalen staan nog overeind. Binnen het heiligdom bevinden zich afbeeldingen van farao Ahmose die offers brengt aan Amun, Mut en Khonsu.
De tempel biedt een mooi uitzicht over de omgeving. Onder meer te zien zijn de zoutmeren Birket Siwa en Birket Zeitun zien, Siwa, de berg Dakhrour en de ruïnes van de oude stad Aghurmi.

## Ligging
Het orakel en de tempel van het orakel bevinden zich op vier kilometer ten oosten van Siwa. Op een bergtop liggen de overblijfselen van de oude stad Aghoermi. Helemaal boven ligt de tempel van het orakel.

## Bekende mythes

### Het leger van Cambyses
Het Orakel van Zeus-Amon was zeer bekend in de oudheid. Ook de Perzische keizer Cambyses hoorde over het orakel. Naar verluidt stuurde Cambyses een leger van ongeveer
50 000 man naar de Siwa om er de tempel van het orakel te vernietigen. Het leger bereikte de tempel echter nooit. De legende is dat er nooit een spoor van het leger meer is teruggevonden. In de woestijn tussen Kharga en Siwa zou het leger compleet verdwenen zijn.

### Het bezoek van Alexander de Grote
Nadat Alexander de Grote in 332 v. Chr. Egypte had bevrijd van de Perzen trok hij naar de grote tempel van het orakel om raad te vragen aan de god Amun. Hij had vernomen dat zowel Perseus als Heracles het orakel zouden hebben geraadpleegd en wilde hen dan ook evenaren wat roem betreft. De priester van het orakel wilde hem begroeten met de woorden ‘O paidon’ wat ‘O mijn zoon’ betekent. De Egyptische priester, die kennelijk het Grieks niet goed machtig was, zei echter: ‘O pai Dios’. Alexander begreep dit maar al te graag op deze manier, aangezien deze woorden ‘O zoon van Zeus’ betekenen. Alexander beschouwde dit als een bewijs dat hij van goddelijke afkomst was.

## Vereerde goden
De naam van het orakel onthult meteen de goden die hier vereerd werden. De oppergod Zeus en de god Amon of Amun.